# Gnophos plumbeata
Gnophos plumbeata är en fjärilsart som beskrevs av Eugen Wehrli 1921. Gnophos plumbeata ingår i släktet Gnophos och familjen mätare. Inga underarter finns listade i Catalogue of Life.